# Costa de Luitpold

 
A Costa de Luitpold (em alemão:  Prinzregent-Luitpold-Land) é uma parte da 
faixa litoral da Terra de Coats, entre o Glaciar Hayes, de 27°54' W a 36° W, que marca o limite oriental da Plataforma de gelo de Filchner-Ronne. 
Foi descoberta por Wilhelm Filchner, líder de uma expedição à Antártida entre 1911-12, e o seu nome deve-se a Leopoldo, príncipe regente da Baviera.